# حسين بن جراد
حسين بن جراد التميمي عينه الأمير محمد بن رشيد أميرا في بريدة بعد انتصاره في معركة المليداء عام 1308 هجرية, وأسر أمير بريدة حسن آل مهنا أبا الخيل. 
استمر في الامارة حتى عام 1318 هجرية وتولى امارة بريدة بعده سالم بن علي السبهان. قتل عام 1321 في معركة فيضة السر ضد قوات الملك عبدالعزيز وكان اذ ذاك قائد جيش الأمير عبدالعزيز الرشيد في المعركة. 

## انظر ايضاً
- قائمة أمراء بريدة